# جزيرة جريب نخل (ميدي)

تعديل مصدري - تعديل

جزيرة جريب نخل هي إحدى جزر مديرية ميدي التابعة لمحافظة حجة.